# Holzbach (Losheimer Bach)

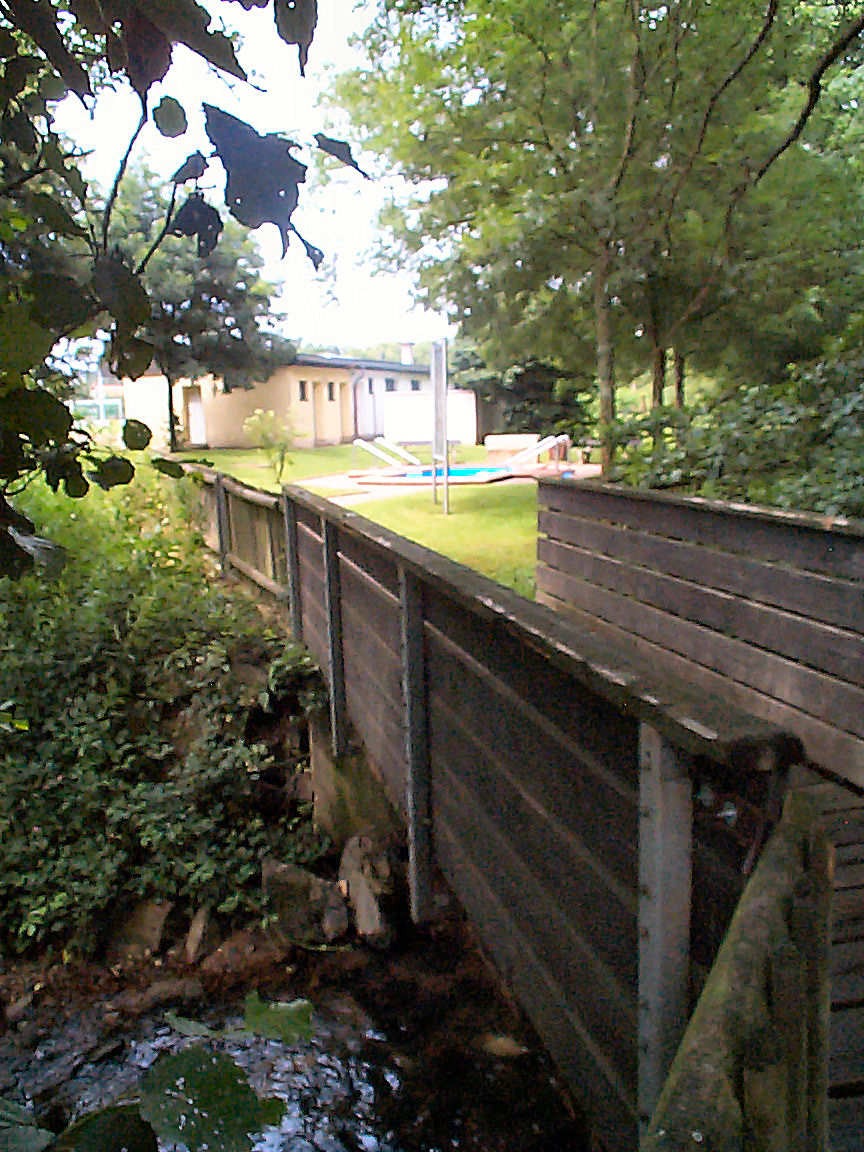
Brücke über den Holzbach, Kneipp-Anlage Thailen

Der Holzbach ist ein gut 13 km langes Gewässer im Schwarzwälder Hochwald. Er ist mittelbar durch einen kurzen Teilabschnitt des Losheimer Baches, in den er bei Nunkirchen mündet, ein rechter also westlicher Nebenfluss der Prims.

## Geographie

### Verlauf
Der Holzbach entspringt im Hunsrück auf einer Höhe von 565 m ü. NHN nördlich von Weiskirchen und mündet auf einer Höhe von 256 m bei Nunkirchen von rechts in den Losheimer Bach.

### Zuflüsse
- Flachsbach (links)
- Schlittentaler Bach (links)
- Ruwerbach (rechts)

### Orte
Der Holzbach fließt durch die folgenden Orte:
- Weiskirchen
- Konfeld
- Thailen
- Batschweiler
- Weierweiler
- Münchweiler
- Nunkirchen

## Hydrologie
Der Bach ist ein Mittelgebirgsbach und ein Gewässer der III. Ordnung in der Forellenregion. Im Oberlauf, im Weiskircher Wald, ist das Gewässer in Bezug auf seine Fauna relativ arm, bedingt durch einen niedrigen pH-Wert. Die saure Wasserqualität rührt vom für den Hunsrück typischen Quarzit-Gestein her.

## Natur und Umwelt

### Wassergüte
Im Oberlauf gilt das Wasser als besonders rein, nach dem Durchlauf durch besiedeltes Gebiet, mäßig belastet.

### Fauna
Das Gewässer zeichnet sich aus durch das Vorkommen von Bachneunauge und Elritze sowie Bachflohkrebsen, welche allesamt hohe Ansprüche an die Wasserqualität ihres Lebensraumes stellen. Bachflohkrebs und Elritze sind darüber hinaus wichtige Nährtiere für die vorhandene Population der Bachforellen im Gewässer.
Neben dieser ist im Unterlauf die Äsche anzutreffen. Weiterhin ist die nicht heimische Regenbogenforelle zu finden, die wahrscheinlich aus Zuchtbeständen in den Seen der Region ausgewildert ist.
Auf dem Gebiet der wirbellosen Tiere ist stellvertretend die Zweigestreifte Quelljungfer zu erwähnen, die als gefährdet gilt und zu den geschützten Arten gehört.

## Wirtschaft

### Kneipp-Kurort
In der Gemeinde Weiskirchen speist der Bach mehrere Kneipp-Anlagen, die der Gemeinde neben der allgemeinen Anerkennung als heilklimatischem Kurort (Luftkurort) die Bezeichnung Kneipp-Kurgemeinde einbrachten. In der Gemeinde existiert zu diesem Zwecke ein eingetragener Kneipp-Verein.
Daneben speist der Bach das Naturfreibad Weiskirchen, das sich neben einer sehr ruhigen Lage, umgeben von Wald, dadurch auszeichnet, dass das verwendete Wasser des Baches im Durchfluss nahezu unbehandelt bleibt; außerdem den See in der Kurparkanlage der Gemeinde (Kurparksee).

### Abwasserwirtschaft
Nach seiner Nutzung im Badebereich speist das Wasser des Baches die private Kläranlage eines Gewerbebetriebes sowie die Kläranlage Thailen, die die Abwässer aus den privaten Haushalten, den Gewerbegebieten und den Einrichtungen des Fremdenverkehrs und Kurbetriebes der Gemeinde Weiskirchen nach dem modernen Sequencing-Batch-Reactor-Verfahren, einer Variante des Belebtschlammverfahrens, reinigt.